# Магнітна левітація
Магнітна левітація — це повне витіснення з магнітного поля матеріалу, предмета або об'єкта. В результаті цього ефекту матеріал, предмет або об'єкт, в тому числі і живий організм, починає левітувати над джерелом магнітного поля.

## Досліди
Відомий досить широко поширений дослід з жабою, що левітує. Тварину акуратно поміщають над магнітом, який створює магнітну індукцію понад 16 Тл і вона фактично зависає в повітрі на невеликій відстані від магніту. За це британські фізики А. Гейм і М. Беррі 2000 року отримали Ігнобелівську премію[джерело?].